# Juan Jiménez Mayor

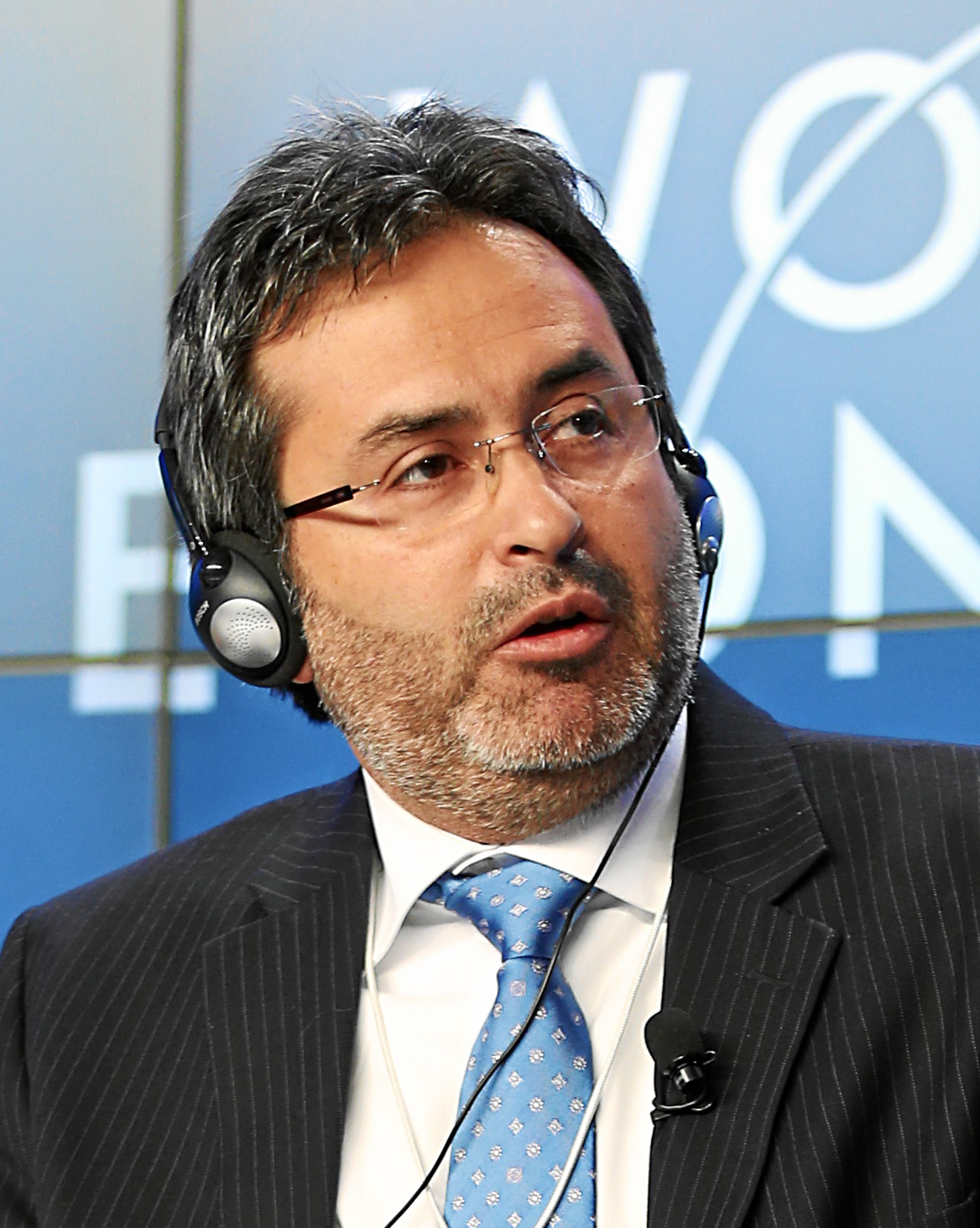
Mayor während des WEFs 2013

Juan Jiménez Mayor (* 5. August 1964 in Lima) ist ein peruanischer Jurist und Politiker. Er war vom 23. Juli 2012 bis 31. Oktober 2013 Premierminister von Peru. Sein Nachfolger wurde César Villanueva.

## Leben
Juan Jiménez Mayor studierte Rechtswissenschaft an der Päpstlichen Katholischen Universität von Peru und wurde anschließend als Anwalt zugelassen. Er erlangte zudem einen Masterabschluss in Verfassungsrecht. Beruflich war er in und über Peru hinaus tätig, unter anderem als Berater für die Neuordnung des Justizsystems von Nicaragua und das Gerichtsgebührensystem in Ecuador. Er war auch leitender Berater der Wahlbeobachtungsmissionen der Organisation Amerikanischer Staaten 2007 in Guatemala und 2008 in Paraguay. Im Jahr 2001 war er stellvertretender peruanischer Justizminister der Interimsregierung von Valentín Paniagua Corazao nach dem Ende der Regierung Alberto Fujimori. Für seine Bemühungen zur Entwicklung einer Strategie gegen Korruption erhielt er den peruanischen Zivilverdienstorden.
Im August 2011 kehrte er als stellvertretender Justizminister in die Politik zurück, am 11. Dezember 2011 wurde er zum Minister für Justiz und Menschenrechte ernannt. In seiner kurzen Amtszeit war er unter anderem damit befasst, Antauro Humala, den inhaftierten Bruder des amtierenden Staatspräsidenten Ollanta Humala, in ein anderes Gefängnis zu verlegen, nachdem dieser das Wachpersonal eingeschüchtert haben soll. Seit 23. Juli 2012 ist er Premierminister von Peru, als Nachfolger von Óscar Valdés Dancuart, der aufgrund von starken Protesten in der Bevölkerung gegen das in der Provinz Celendín geplante Goldbergbauprojekt Conga zurücktrat, bei denen es zu fünf Todesfällen gekommen war. Juan Jiménez Mayor ist bereits der dritte Premierminister in der seit 28. Juli 2011 laufenden Amtszeit von Staatspräsident Humala.